# 盛山郡
盛山郡，唐朝时设置的郡。
天宝元年（742年）改开州置，治所在盛山县（今重庆市开县）。下辖盛山县（今四川省重庆市开州区汉丰街道）、万岁县（今四川省重庆市开州区温泉镇）、新浦县。辖境相当今重庆市开县地。乾元元年（758年）复改开州。 